# Гомес Маттар, Херонимо
Херонимо Гомес Маттар (исп. Jerónimo Gómez Mattar; родился 7 августа 2008, Росарио) — аргентинский футболист, полузащитник клуба «Ньюэллс Олд Бойз».

## Клубная карьера
Уроженец Росарио (провинция Санта-Фе), Маттар является воспитанником футбольной академии клуба «Ньюэллс Олд Бойз». В сентябре 2024 года подписал с клубом свой первый профессиональный контракт. 13 июля 2025 года дебютировал в основном составе «Ньюэллс Олд Бойз», выйдя на замену в матче аргентинской Примеры против клуба «Индепендьенте Ривадавия».

## Карьера в сборной
Выступал за сборные Аргентины до 15, до 16 и до 17 лет.